# الدین، کلرادو
الدین، کلورادو (به انگلیسی: Alden, Colorado) یک منطقهٔ مسکونی در ایالات متحده آمریکا است که در کلرادو واقع شده‌است.

## خصوصیات
الدین ۱٬۴۲۷ متر بالاتر از سطح دریا واقع شده‌است.